# Ahmed al-Maktoum
Pour les articles homonymes, voir al-Maktoum (homonymie).
Le cheikh Ahmad bin Mohammad bin Hasher al-Maktoum (أحمد بن محمد بن حشر آل مكتوم), né le 31 décembre 1963 à Dubaï, est un tireur sportif émirati. Il est le premier champion olympique émirati après sa victoire dans le tournoi de double trap des Jeux olympiques de 2004.

## Biographie
Membre de la famille Al Maktoum, famille régnante sur l'émirat de Dubaï depuis le début du XIXe siècle, le cheikh Ahmad bin Mohammad bin Hasher al-Maktoum naît dans des conditions aisées. Son grand-père et son père tirent et jeune — il obtient sa première arme à feu à l'âge de 4 ans — il adore tirer, prenant un soin particulier à nettoyer ses armes.
Ancien joueur de basket-ball du club d'Al Wasl puis champion de squash des Émirats entre 1985 et 1995,, Ahmed al-Maktoum ne commence la compétition de double trap qu'en 1998, à l'âge de 34 ans. Il signe avec l'armurier Beretta qui lui fournit des armes pour ses compétitions. Pour qu'il se prépare aux Jeux olympiques de 2000, la famille princière dépense 250 000 dollars pour construire à Dubaï une réplique du stand de tir de Sydney. Porte-drapeau de sa délégation en Australie, il termine 23e du tournoi de trap et 18e de celui de double trap,.
Engagé sur les épreuves de Coupe du monde, Ahmed al-Maktoum est le porte-drapeau des Émirats arabes unis aux Jeux asiatiques de 2002 à Pusan en Corée du Sud. Il termine huitième des tournois de trap et double trap.
Il est de nouveau porte-drapeau de la délégation émiratie aux Jeux olympiques d'Athènes en 2004. Lors des qualifications du tournoi de double trap, le cheikh réalise un score de 144, égalant le record olympique. Conservant son avance en finale, il touche plus de cibles que ses adversaires avec un 45 sur 50 pour remporter la première médaille olympique de son pays,,.
Défendant son titre olympique aux Jeux olympiques de Pékin en 2008, il manque de peu la finale, terminant à la septième place après avoir perdu un tir de barrage contre l'Australien Russell Mark.
En octobre 2011, le cheikh tombe malade lors d'une compétition de tir sportif à Belgrade en Serbie,. Une visite médicale révèle des problèmes cardiaques. Les médecins émiratis lui conseillent de limiter ses activités physiques et notamment le tir sportif. Ne pouvant participant aux Jeux olympiques de 2012, il devient l'entraîneur de Peter Wilson avec qui il a noué une relation particulière. Partageant ses secrets et son expérience au jeune tireur, il contribue à sa victoire olympique dans le double trap aux Jeux de Londres,.

## Palmarès
Jeux olympiques
- Médaille d'or aux Jeux olympiques 2004 à Athènes, Grèce.